# Johann Storch
Johann Storch (* 2. Februar 1681 in Ruhla bei Eisenach; † 9. Januar 1751 in Gotha) war ein deutscher Arzt, Stadtphysikus und herzoglicher Hof- und Leibarzt. Er wurde auch bekannt unter den Namen Johann Pelargus sowie Hulderich Pelargus.

## Leben
Johann Storch erhielt seine erste Ausbildung durch Privatlehrer und besuchte zudem zwischen 1694 und 1696 eine Schule im benachbarten Eisenach. Der Vater war Kräuterheilkundiger („Empiricus“) Storch studierte ab dem Jahr 1698 Medizin in Jena und Erfurt. Im Jahr 1699 musste Storch Jena aufgrund finanzieller Engpässe verlassen. In Erfurt wurde er mit einer Arbeit zum Thema „De paucitate et delectu medicamentorum“ zum Doktor der Medizin promoviert. Er wurde Arzt in Weimar und ging im Jahr 1708 nach Eisenach, wo er zunächst Stadtmedicus und ab 1718 Stadtphysicus wurde. Im Jahr 1720 wurde er Inspektor sämtlicher Apotheken sowie herzoglicher Hof- und Leibarzt. Im Jahr 1735 erhielt er aufgrund seiner Fähigkeiten einen Ruf als Leibarzt an den russischen Hof, den er allerdings ablehnte. 1739 wurde Johann Storch mit dem Beinamen EROTIANUS II. zum Mitglied der Leopoldina gewählt. Im Jahr 1742 wurde er Stadt- und Bezirksphysicus sowie Garnisonsarzt in Gotha. Storch verstarb in Gotha.
Johann Storch erwarb sich besondere Verdienste um die Anhebung von Qualifizierungsnormen für die Krankenwartung und das Hebammenwesen und stellte sich damit in die Tradition von Georg Detharding. Die Wartung von Patienten gründete sich bei Storch klassisch auf die sex res non naturales des Hippokrates. In seiner im Jahr 1746 erschienenen und 124 Seiten starken „Instruction für Krankenwärterinnen“ knüpfte Storch an ältere Schriften an, verarbeitete aber auch zeitgenössische Ideen für die Krankenpflege. Er befasste sich in dieser Schrift auch ausführlich mit dem Aberglauben und wies den Pflegekräften bei dessen Bekämpfung entsprechende Aufgaben zu.
Storch bekannte sich zur Lehre von Georg Ernst Stahl.
Storch beschäftigte sich mit Erkrankungen von Soldaten, er verfasste ein mehrbändiges Werk zu Frauenleiden und behandelte Kinder und Patienten mit Infektionskrankheiten wie beispielsweise den Blattern und Masern.

## Veröffentlichungen
- Praxis Stahliana, d.i. Herrn George Ernst Stahl’s Collegium practicum, welches theils von ihm privatim in die Feder dictired, theils von seinen damaligen Auditoribus aus dem Discours mit Fleiß nachgeschrieben …, Leipzig 1728, 2. erweiterte Aufl. 1732.
- Unterricht vor Hebammen, nach der neuesten Accouchers und selbst eigener Erfahrung entworfen, mit vielen Observationibus erläutert, und durch nöthige Kupfer deutlich gemacht. Gotha (o. J.), Standort: UB Göttingen: Sig: Med. pract. 3422,37.
- Nöthiger Unterricht Wie man sich bey grassirenden Fleck- und Hitzigen Fiebern zu verhalten hat: Damit man selbst nicht mehr, als die Kranckheit an und vor sich, Ursache an seinem Sterben und Verderben werde, sondern vielmehr seinem vernünfftigen Medico einen sichern Weg zu einer glücklichen Cur bahne. Aus viel-jähriger Erfahrung zu gemeinem Nutzen mit zugehörigem Register entworffen, Grießbach Verlag Eisenach und Naumburg, 1741. (Digitalisat)